# Jüdisches Museum Berlin

Jüdisches Museum Berlin är ett museum i Berlin. Det visar besökarna två årtusenden av tysk-judisk historia och relationerna mellan judar och icke-judar i Tyskland. Museet har en permanent utställning och flera utställningar som växlar, ett omfattande arkiv, Rafael Roth Learning Center och forskarplatser. De olika avdelningarna arbetar för att visa den judiska kulturen och den tysk-judiska historien. Museet ligger i stadsdelen Kreuzberg och binder samman Collegienhaus i barock och en nybyggd del. Den nya delen ritades av den amerikanske arkitekten Daniel Libeskind.
Det judiska museet i Berlin hedrar alla judar som omkom under förintelsen. Man får följa judarnas liv under andra världskriget.
Delar av samlingen utgörs av föremål som övertogs från Berliner Stadtmuseum. Många utställningsobjekt donerades av judar från hela världen som lever i exil.

## Garten des Exils
Trädgården består av 49 betongpelare på vars topp det växer ryska olivträd (Elaeagnus angustifolia). Träden symboliserar hopp . Betongpelarna är arrangerade i en fyrkant, stående vertikalt på ett sluttande golv. Trädgårdens form – en fyrkant - är den enda helt rektangulära formen i byggnaden.

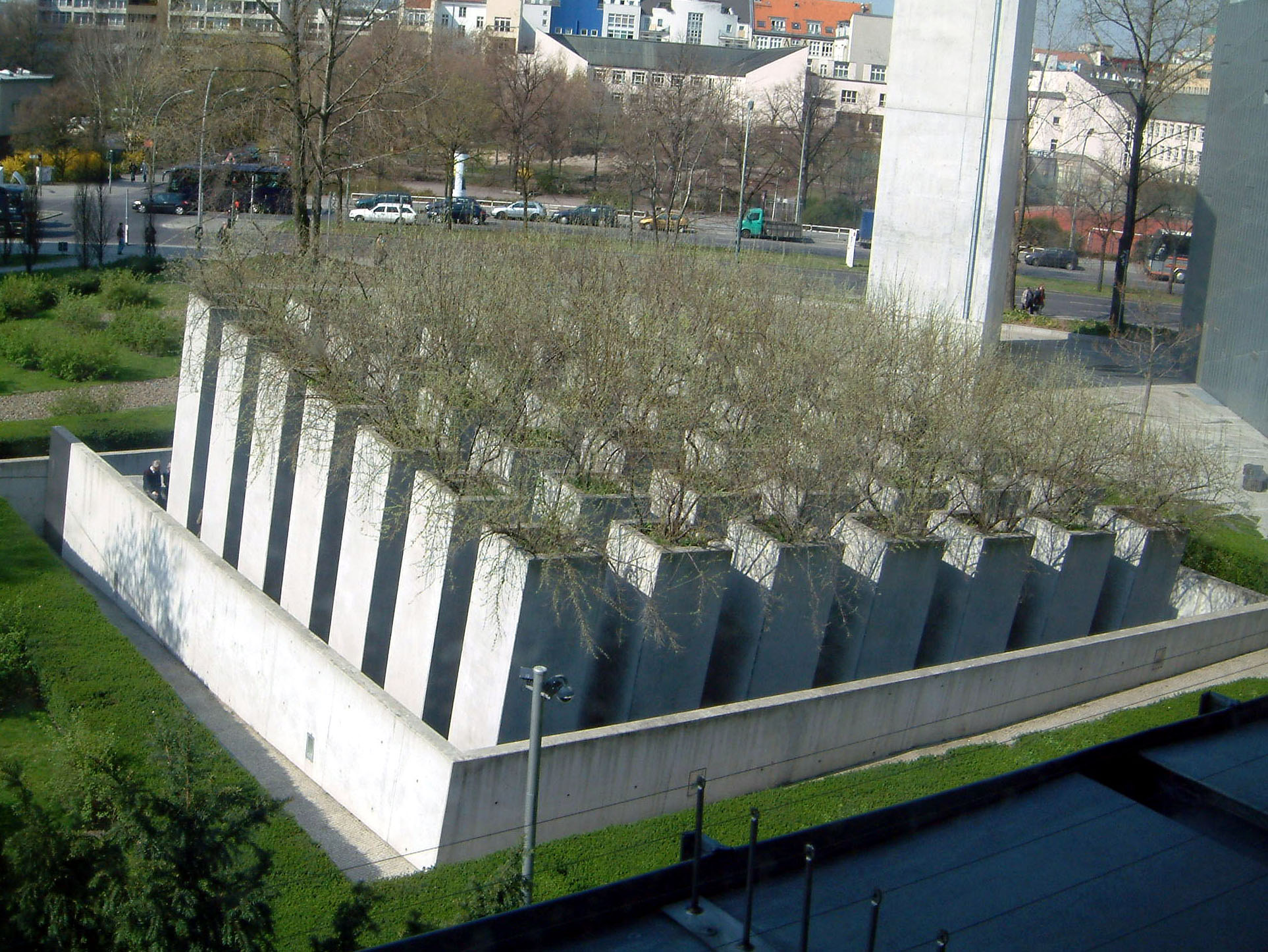
Garten des Exils
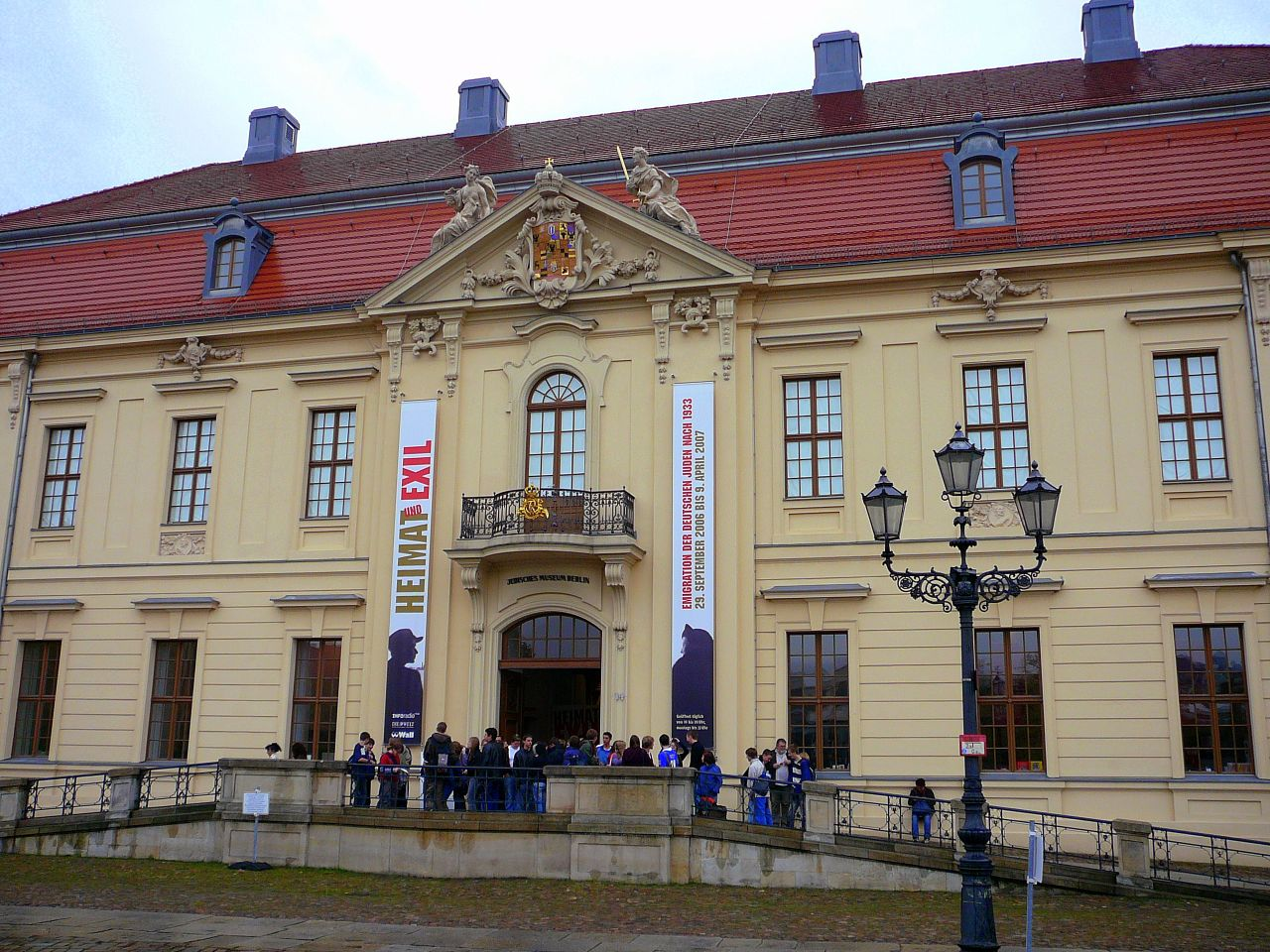
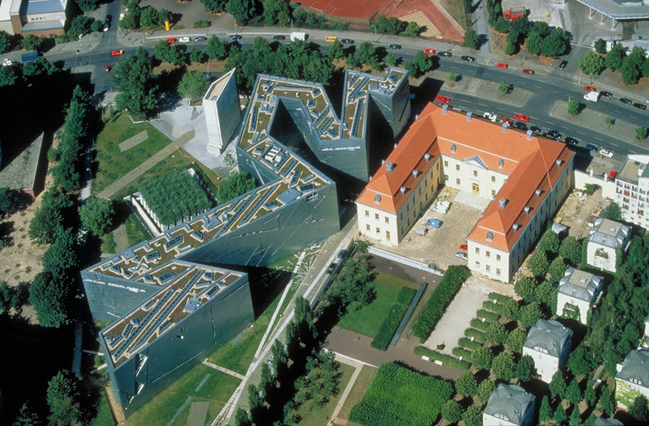

På en skylt vid betongpelarna har Daniel Libeskind förklarat konstruktionen av trädgården med orden:
| ”                  | “One feels a little bit sick walking through it. But it is accurate, because that is what perfect order feels like when you leave the history of Berlin.” | „ |
| – Daniel Libeskind | |   |

## Integrerade projekt
Museet har en akademi som forskar om migration, integration och kulturell utbyte. Det finns ett dockteater i museet. Varje sommar hölls en chanukka-marknad.